# Märkische Fußballmeisterschaft 1910/11

FC Tasmania Rixdorf – Märkischer Fußballmeister 1911

Die märkische Fußballmeisterschaft 1910/11 war die zehnte und letzte unter dem Märkischen Fußball-Bund (MFB) ausgetragene Fußballmeisterschaft. Die Meisterschaft wurde in dieser Saison in einer Gruppe mit sieben Mannschaften im Hin- und Rückspiel ausgespielt. Am Ende setzte sich der FC Tasmania Rixdorf durch und wurde somit zum dritten Mal Märkischer Fußballmeister.
Um sich für die deutsche Fußballmeisterschaft 1910/11 zu qualifizieren, musste Tasmania Berlin in einem Entscheidungsspiel gegen den Vertreter des Verbandes Berliner Athletik-Vereine antreten. Gegen den Berliner Sport-Club gewann Tasmania mit 4:2 und qualifizierte sich somit für die deutsche Fußballmeisterschaft, bei der man bereits im Viertelfinale nach einer 0:4-Niederlage gegen den Karlsruher FV ausschied.
Dies war die letzte Spielzeit des Märkischen Fußball-Bundes. Zur Bündelung der Kräfte in Berlin und Brandenburg entschlossen die Verbände Verband Berliner Ballspielvereine, Verband Berliner Athletik-Vereine und Märkischer Fußball-Bund sich zum Verband Brandenburgischer Ballspielvereine zusammenzuschließen. Fortan gab es eine einheitliche Berliner Fußballmeisterschaft. Die Vereine des MFB auf Platz 1 bis 3 erhielten zur nächsten Saison einen Startplatz in der erstklassigen Liga Berlin. Beide Spandauer Vereine durften in eine extra Qualifikationsrunde zur Ermittlung weiterer Teilnehmer der Liga im nächsten Jahr, bei der sich unter anderem Viktoria Spandau durchsetzte. Die restlichen Vereine wurden entsprechend der Liga-Hierarchie eingeordnet.

## Abschlusstabelle 1. Klasse
| Pl. | Verein                                   | Sp. | S  | U | N  | Tore    | Diff. | Punkte |
| --- | ---------------------------------------- | --- | -- | - | -- | ------- | ----- | ------ |
| 1.  | FC Tasmania Rixdorf (M)                  | 12  | 10 | 2 | 0  | 071:190 | +52   | 22:20  |
| 2.  | SV Norden-Nordwest 1898                  | 12  | 9  | 2 | 1  | 045:110 | +34   | 20:40  |
| 3.  | BFC Vorwärts 1890                        | 12  | 8  | 1 | 3  | 050:270 | +23   | 17:70  |
| 4.  | FC Viktoria 1899 Spandau                 | 12  | 5  | 1 | 6  | 026:280 | −2    | 11:13  |
| 5.  | Friedrichsberger SC Brandenburg 1902 (N) | 12  | 3  | 1 | 8  | 020:710 | −51   | 07:17  |
| 6.  | SC Germania Spandau 1904                 | 12  | 3  | 0 | 9  | 026:490 | −23   | 06:18  |
| 7.  | SC Eintracht 1901 Weißensee (N)          | 12  | 0  | 1 | 11 | 020:530 | −33   | 01:23  |
| 8.  | BFC Berolina 1901                        | 0   | 0  | 0 | 0  | 000:000 | ±0    | 0:0    |
| 9.  | SC des Westens 1897 Charlottenburg       | 0   | 0  | 0 | 0  | 000:000 | ±0    | 0:0    |

Der BFC Berolina 1901 und der SC des Westens 1897 haben jeweils ihre Mannschaft während der Saison zurückgezogen, alle Spiele wurden annulliert.
| (M) | Titelverteidiger |
| (N) | Aufsteiger       |

## 2. Klasse
Folgende Gaumeister sind bekannt:
Abteilung A: Lichtenberger SC Wacker 1905
Abteilung B: SC Wacker 1904 Tegel
Abteilung C: Rixdorfer FC Südstern 1908
Frankfurt/Fürstenwalde: FV Viktoria 1904 Frankfurt